# Mordellistenalia
Mordellistenalia is een geslacht van kevers uit de familie spartelkevers (Mordellidae).
Het geslacht is voor het eerst wetenschappelijk beschreven in 1958 door Ermisch.

## Soorten
Het geslacht omvat de volgende soort:
- Mordellistenalia maynei (Píc, 1929)